# Bárcena del Monasterio
Bárcena del Monasterio (en asturiano y oficialmente: Bárzana) es una aldea y parroquia del concejo de Tineo en el Principado de Asturias (España). Está situada al oeste de la capital del concejo, la villa de Tineo, y se puede llegar por las carreteras AS-219 y AS-350.
Lo más destacable del pueblo es su Iglesia del Monasterio de San Miguel.
Económicamente cabe destacar su ganadería siendo la zona donde se encuentran las mayores explotaciones ganaderas de todo el concejo.

## Lugares
La parroquia cuenta con las siguientes entidades de población (entre paréntesis la toponimia asturiana oficial en asturiano y la población según el Instituto Nacional de Estadística y la Sociedad Asturiana de Estudios Económicos e Industriales):
- Arcillero, aldea (Arciḷḷeiru)
- Bárcena del Monasterio, aldea (Bárzana)
- La Cabuerna, aldea
- Carbajal, casería (Carbayal)
- Cerecedo de la Cabuerna, casería (Zreicéu de la Cabuerna)
- Cornás, casería
- Ese de San Vicente, casería (Ese)
- Folgueras de Cornás, aldea (Folgueras)
- Hervederas, casería (Arbederas)
- Lantero, casería (Ḷḷanteiru)
- Luciernas, aldea (Ḷḷuciernas)
- Olleros, casería (Oḷḷeiros)
- San Andrés, aldea
- San Martín de Forcallao, aldea (Samartín de Forcaḷḷáu)
- San Pedro, casería (San Pedru)
- San Vicente, casería
- Tablado del Río, casería (Tabláu del Ríu)
- La Vinada, casería (La Binada).

## Población
En 2020 contaba con una población de 201 habitantes (INE, 2020) repartidos en un total de 197 viviendas (INE, 2010).